# NGC 4787
NGC 4787 est une galaxie lenticulaire située dans la constellation de la Chevelure de Bérénice. Sa vitesse par rapport au fond diffus cosmologique est de 7 833 ± 19 km/s, ce qui correspond à une distance de Hubble de 115,5 ± 8,09 Mpc (∼377 millions d'al). NGC 4787 a été découverte par l'astronome prussien Heinrich Louis d'Arrest en 1867.